# Petrus Cantor
Petrus Cantor (Frans: Pierre le Chantre) (ca. 1150 – 1197) was een Frans rooms-katholieke theoloog. Hij becommentarieerde zowel het Oude als het Nieuwe Testament. Opvallend is vooral zijn werk over de biecht. Zijn werk reflecteert kenmerken van de scholastiek.
In 1171 werd Petrus kanunnik van de Notre Dame van Parijs, waar hij in 1184 de functie van cantor kreeg, voorzanger en muzikaal leider. Een benoeming tot bisschop van Doornik ging niet door. Uiteindelijk werd hij deken van de kathedraal van Reims. Slechts weinig van zijn werken zijn gedrukt. Lange tijd was alleen zijn Verbum abbreviatm in druk toegankelijk. De Franse mediëvist Jacques Le Goff citeert Petrus Cantor bij de situering van de "geboorte van het vagevuur" in de twaalfde eeuw, gebaseerd op diens gebruik van de term purgatorium als zelfstandig naamwoord in 1170.
- Bibsys: 90632028
- Biblioteca Nacional de España: XX1055413
- Bibliothèque nationale de France: cb12255849k (data)
- Gemeinsame Normdatei: 118790625
- International Standard Name Identifier: 0000 0004 5806 0161
- Library of Congress Control Number: n86066757
- Nationale Bibliotheek van Tsjechië: kup19980000076321
- Nationale Bibliotheek van Israël: 987007266399505171
- Nederlandse Thesaurus van Auteursnamen: 071904034
- Istituto Centrale per il Catalogo Unico: CFIV099124
- LIBRIS: 245443
- Système universitaire de documentation: 031320805
- Trove: 1190604
- Virtual International Authority File: 7385179